# Viaduc du Chavanon
Das Viaduc du Chavanon führt die Autoroute A 89 (Bordeaux – Clermont-Ferrand) zwischen den Orten Merlines im Département Corrèze in der Region Nouvelle-Aquitaine und Messeix im Département Puy-de-Dôme in der Region Auvergne-Rhône-Alpes in 100 m Höhe über das bewaldete Tal des Flusses Chavanon.

## Beschreibung
Die Autobahnbrücke hat in jeder Fahrtrichtung zwei Fahrspuren und sehr schmale Seitenstreifen.
Die Hängebrücke ist zwischen den Ankerkammern 480 m lang und hat einen 360 m langen und 22 m breiten Fahrbahnträger. Ihre Spannweite beträgt 300 m.
Die von Jean Muller International mit der gestalterischen Unterstützung durch den Architekten Jean-Vincent Berlottier entworfene und in den Jahren 1997 bis 2000 von GTM Construction und Cimolai Costruzioni Metalliche ausgeführte Brücke war die erste seit 1970 in Frankreich gebaute Hängebrücke. Dort wurden in der Zwischenzeit bei ähnlich weiten Öffnungen nur Schrägseilbrücken gebaut. Sie weist eine Reihe von Besonderheiten auf, die sie von üblichen Hängebrücken unterscheiden.
Sie hat zwei üblicherweise nur bei Schrägseilbrücken verwendete A-förmige Pylone, die zwei Tragseile tragen, die über der Längsachse der Brücke verlaufen und deren Hänger ebenfalls in der Längsachse des Fahrbahnträgers befestigt sind. Diese Anordnung gewährt den Benutzern einen ungehinderten Blick über das weite Tal.
Die 70 m hohen Stahlbeton-Pylone haben einen variablen dreieckigen Querschnitt, der sich von 8 m Länge und 2,2 m Breite am Fuß auf 4,4 m × 5,5 m an der Spitze ändert. Die Pylone überragen den Fahrbahnträger um etwa 55 m. Um die gewünschte glatte Oberfläche der Pylone zu erreichen, wurden polierte Betonfertigteile als verlorene Schalung verwendet, die nach dem Betonieren die Außenhaut der Pylone bildeten. Die Tragseile laufen durch ein Loch in der Spitze der Pylone. Die Spitzen sind abnehmbar, um Arbeiten an den Tragseilen zu ermöglichen. Aus architektonischen Gründen werden sie durch einen offenen Spalt betont.
Die beiden dicht nebeneinander angeordneten Tragkabel bestehen aus je 61 Drahtseilen, die wiederum aus je 61 galvanisierten Stahldrähten mit einem Durchmesser von 5,4 mm bestehen. Die 500 m langen Seile werden von Seilklemmen zu sechseckigen Kabeln zusammengepresst und laufen über Sattellager in den Augen der Pylone zu Umlenklagern vor den Ankerkammern, wo sie aufgefächert werden und in 2 m starken Betonbalken verankert sind, die ihrerseits mit Felsankern 50 m tief in den Felsen verankert sind.
Der Fahrbahnträger wird von je drei unmittelbar unter den Pylonen befestigten Hängern und 29 Doppelhängern an den Tragkabeln getragen, die alle in der Mittellinie des Fahrbahnträgers befestigt sind. Die zwischen 37 und 6 m langen Hänger sind nicht wie üblich nebeneinander, sondern hintereinander angeordnet, was zu dem leichten Eindruck der Brücke beiträgt. Der Fahrbahnträger ist sonst nicht mit den Pylonen verbunden, er hängt frei unter ihnen und wird nur von den Widerlagern gestützt, was damals eine Weltneuheit war.
Die Brücke wurde so konzipiert, dass alle Tragkabel und Hänger ohne wesentliche Verkehrsstörungen ausgetauscht werden können.
Der Fahrbahnträger ist eine Verbundkonstruktion aus einem 2,67 m hohen stählernen Hohlkasten mit trapezförmigen Querschnitt, der oben 9 m und unten 6 m breit ist, und einer querverspannten 22 cm dicken Spannbetonplatte. Schräge Druckstreben aus Stahlrohren und ein leichter Randträger unterstützen ihre auskragenden Teile. Eine 7 cm starke Asphaltdecke bildet den Abschluss.
Der stählerne Hohlkasten wurde im Werk von Cimolai bei Venedig vorbereitet und vor der Brücke zu 17 m langen Abschnitten zusammengefügt. Diese Abschnitte wurden nacheinander mit der Tarzan-Methode über das Tal geschoben, in dem sie sich an den Tragseilen entlang hangelten.
Die Bauzeit der Brücke begann im September 1997. Am 3. März 2000 wurden das Viaduc du Chavanon und die Autobahn von Präsident Jacques Chirac feierlich eröffnet.